# Rákóczi utca (Balkány)

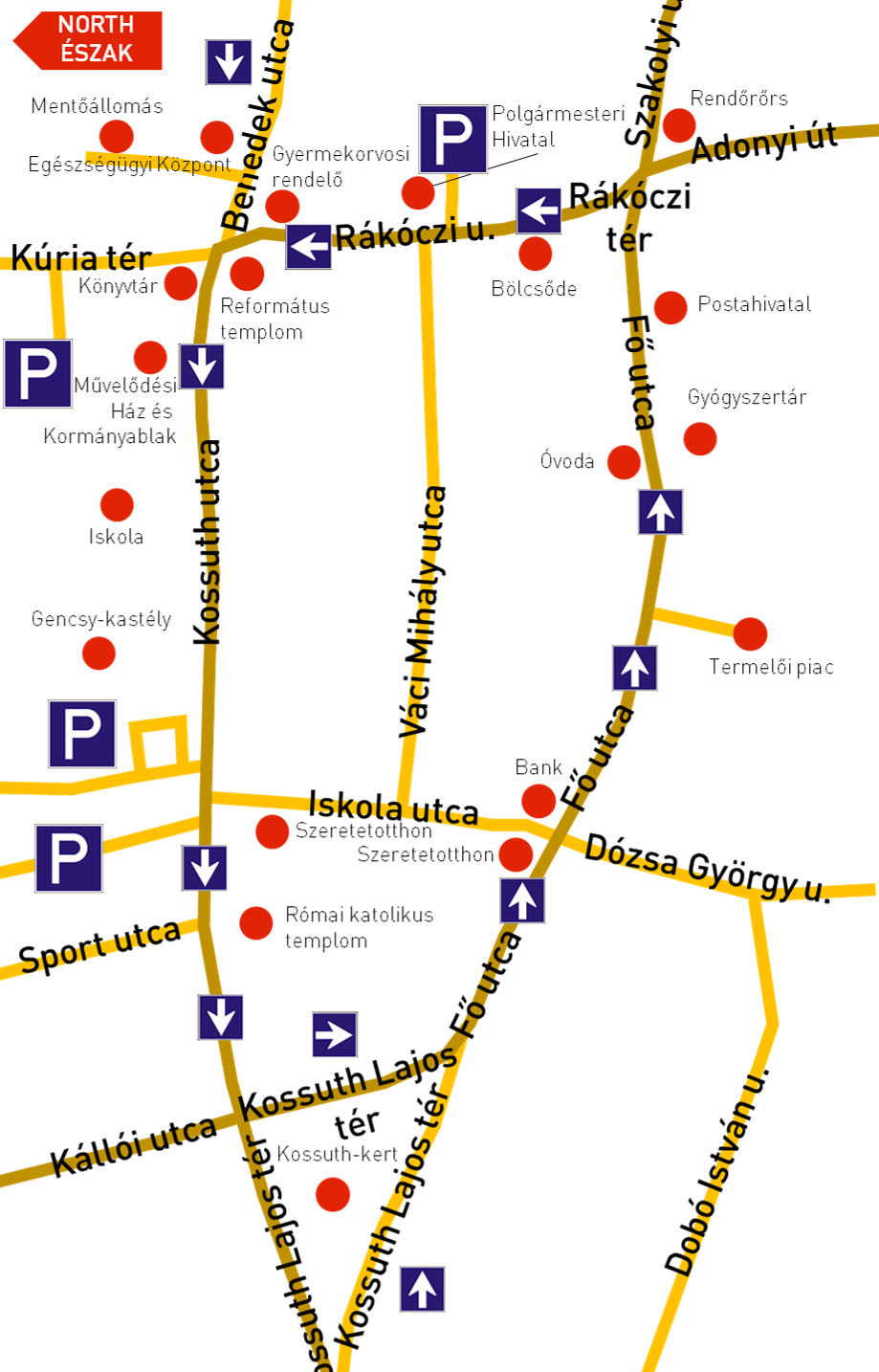
A balkányi belváros térképe

A Rákóczi utca (korábban a Kossuth utca része) Balkány egyik legjelentősebb, legrégebbi utcája, része a 4102-es közútnak. A Rákóczi tér északi részéről indul észak felé egyenesen a Benedek János tér irányába. Egyirányú, akárcsak a többi út a balkányi belvárosban. A városon áthaladó személyforgalom itt bonyolódik le, lévén, hogy az utca része a belvárosi körútnak. Az út kialakítása egyszer kétsávos, bár az út jobb pályáját várakozó személygépkocsik foglalják el a gyakorlatban. Az utca házszámozása a menetiránnyal ellentétesen, a Benedek János téren kezdődik. 2018 augusztusában a Polgármesteri Hivatal mellett álló romos épületet lebontották, melyben egykor Balkány Város Roma Nemzetiségi Önkormányzata működött. Az üres telekre ezután egy parkolót építettek.
Az utca névadója 1990. január 1-jét megelőzően Kossuth Lajos volt, lévén, hogy a szakasz része volt a Kossuth utcának.

## Fontosabb helyek
Itt épült fel a református templom, a Gyermekorvosi rendelő és a Polgármesteri Hivatal is.

### Református templom
Balkány középkori történetének legjelentősebb tárgyi emléke a mai református templom. A 14. század első harmadában már állnia kellett, mivel 1328-ban András nevű papját említik, aki a pápai tizedjegyzékben is szerepel. A 16. században említést tesznek arról, hogy pusztahelynek van feljegyezve. A templom történetében ennek igen nagy a jelentősége, mert feltehetően ekkor állhat hosszabb időn keresztül használaton kívül a még a 15. században is működő épület, ugyanis a reformátusoknak először fatemplomuk volt: „Balkan, ligneum Calvinistarum 1696?” Ez a fatemplom bizonyára már nem volt javítható, és feltehetően a 18. század elején állították helyre az üresen álló régi templomot. Azonban 1772-ben már zsindelyfedelének megújítására kérnek engedélyt. Tornya aligha lehetett, mert alacsony harangláb állt mellette, amely 1766-ban romladozó állapota miatt oszlopokkal volt megtámasztva. A templom külső falában Gencsy Sámuel epitáfiuma található, 1872-ből. Az épület keleti homlokzata elé a 19. század elején emelték a mai háromszintes téglából épült tornyot.
Az építmény jellege szabadon álló, egyhajós, egyenes szentélyzáródású, támpilléres templom. A nyugati homlokzat sarkain átlós támpillérek állnak, középen elfalazott, félköríves ajtó. A homlokzaton lefaragott lizénák nyomai vehetők ki. A déli homlokzat bejárata felett szamárhátíves, gótikus szemöldökkő orommezejében faragott virágdíszítés van. Tőle jobbra fenn befalazott, valószínűleg még középkori ablak látható. A keleti homlokzat elé, amelyet feltehetően hosszabbítottak, a 19. században háromszintes tornyot építettek. A templombelső mai állapota 1829-ből való, ami teknőboltozattal fedett. A padjai barokk stílusúak. A szószék a 19. századból való, aminek a hangvezetője gazdagon faragott.
A templom és a parókia a Rákóczi utca 1–3. szám alatt található.

### Bölcsőde
2018 szeptemberében elkezdődött a balkányi három csoportos bölcsőde építése a Rákóczi utca 9. szám alatti telken.

## Képek

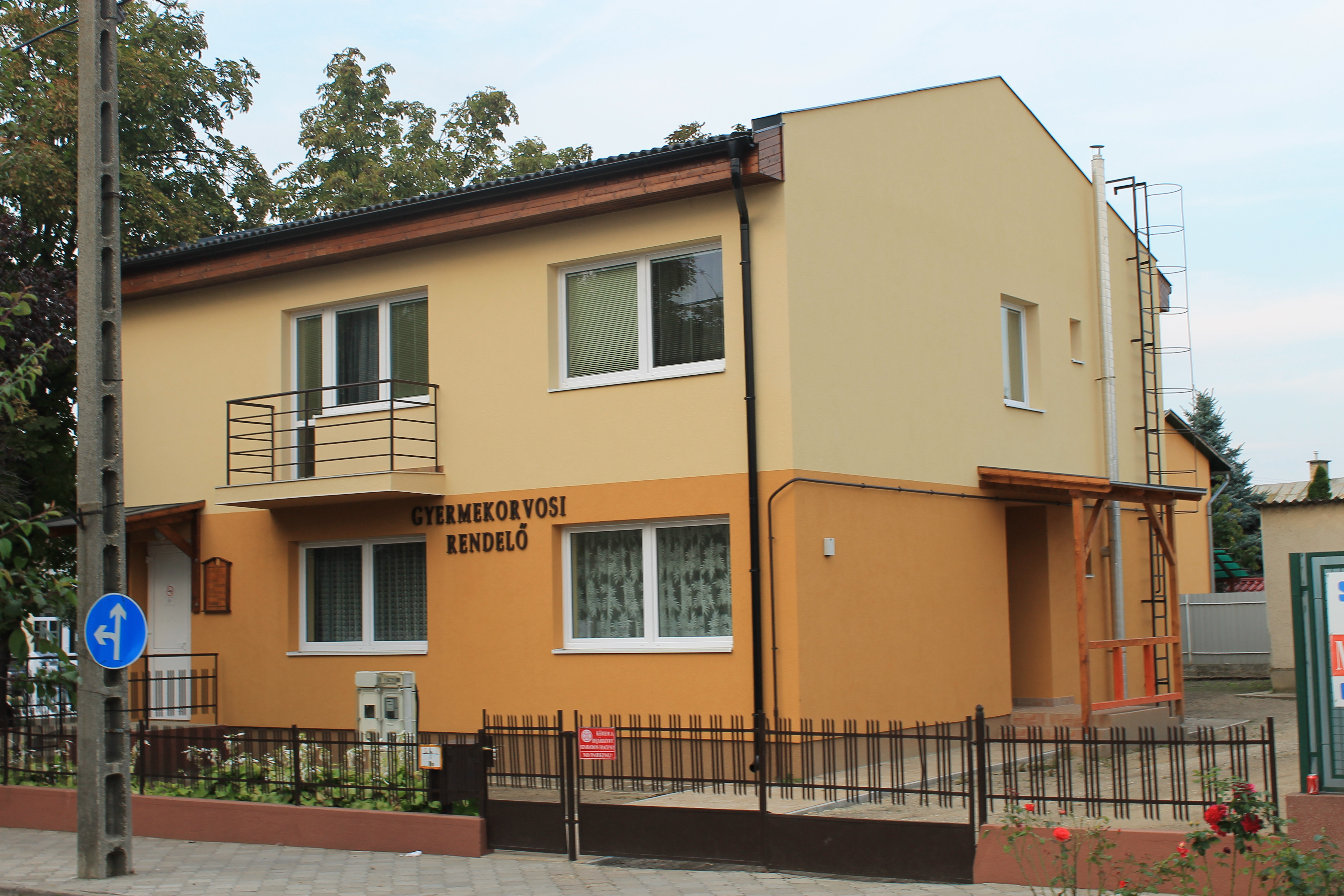
A gyermekorvosi rendelő (Rákóczi utca 2.)
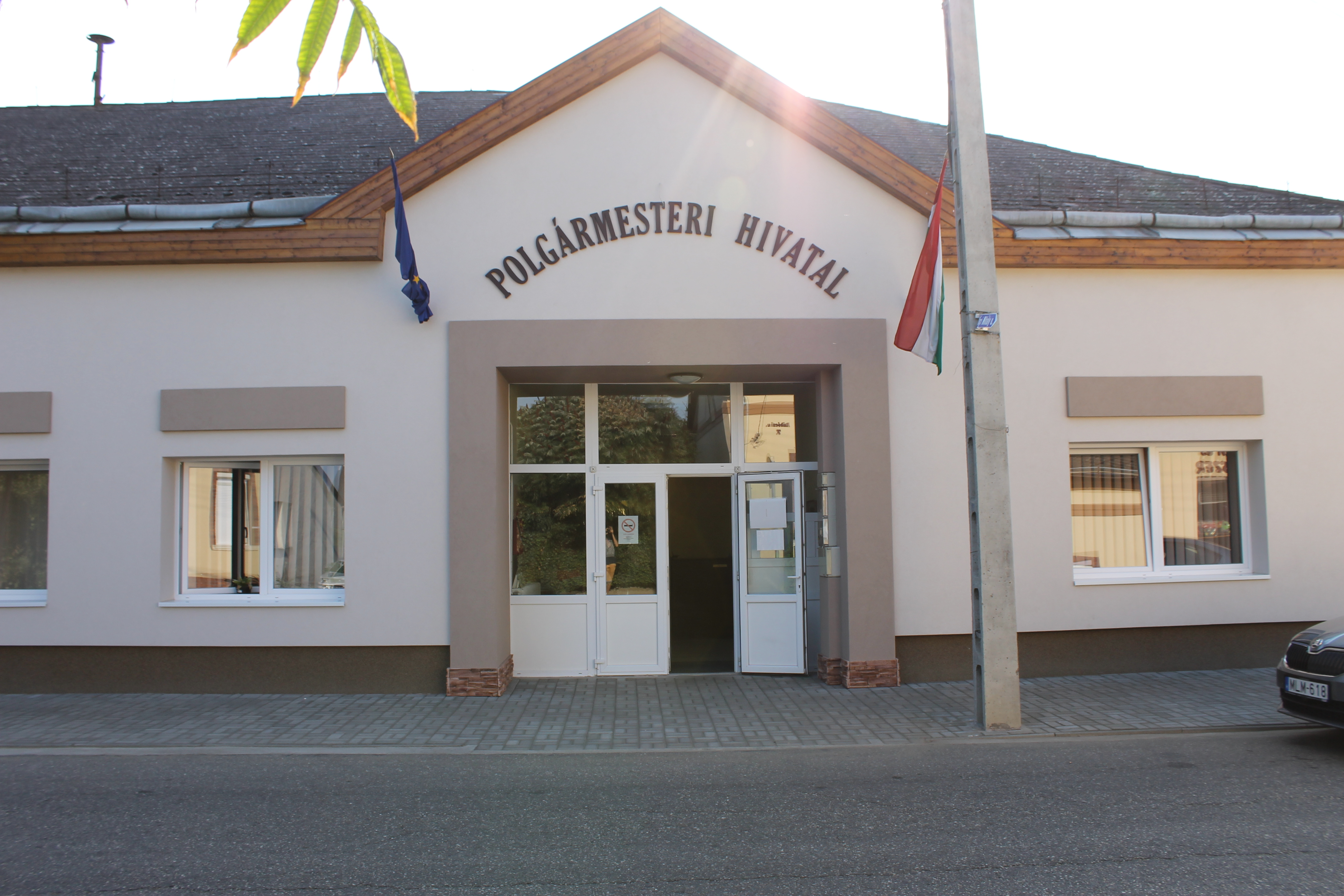
A polgármesteri hivatal (Rákóczi utca 8.)
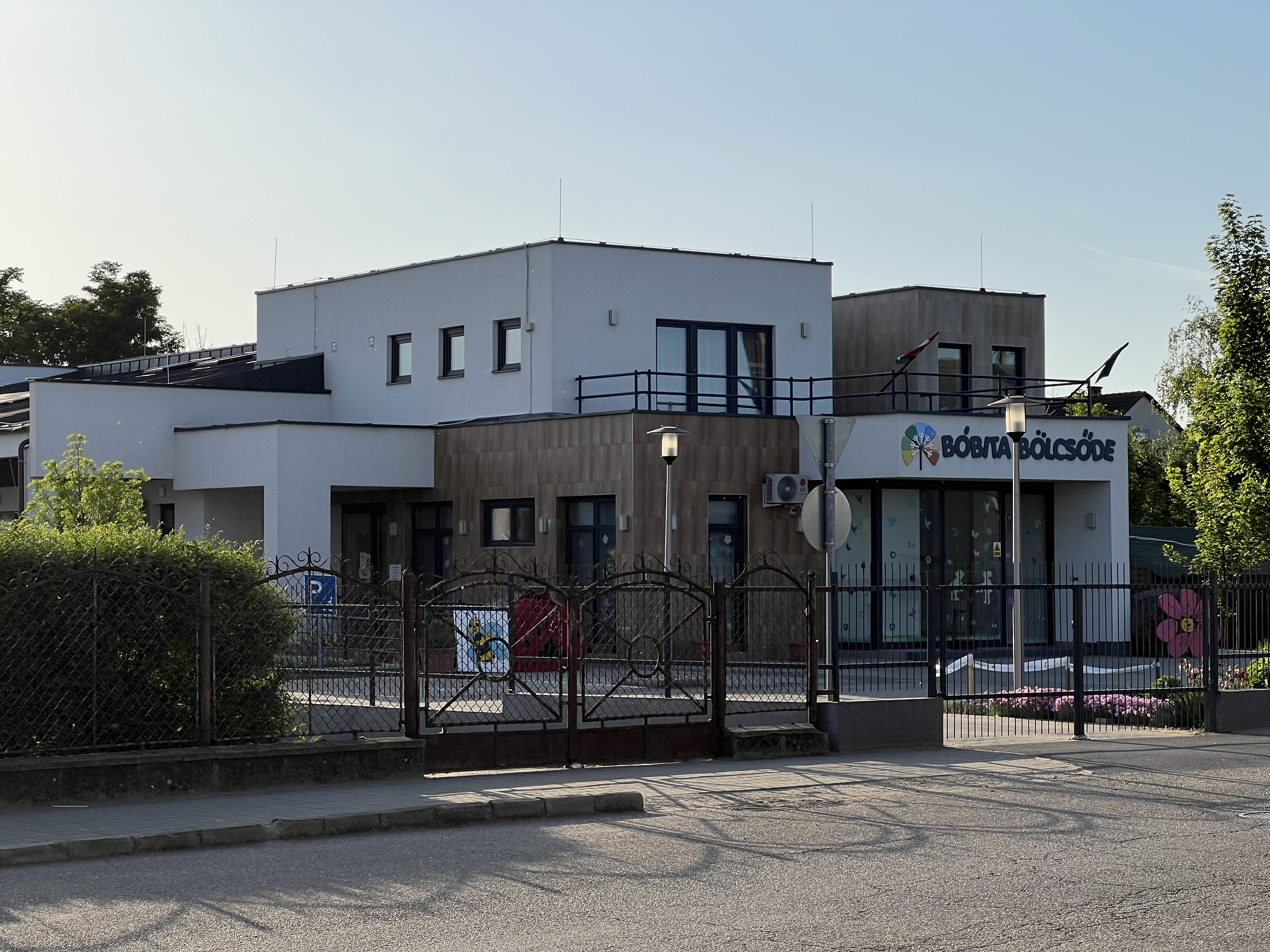
A Bóbita Bölcsőde (Rákóczi utca 9.)
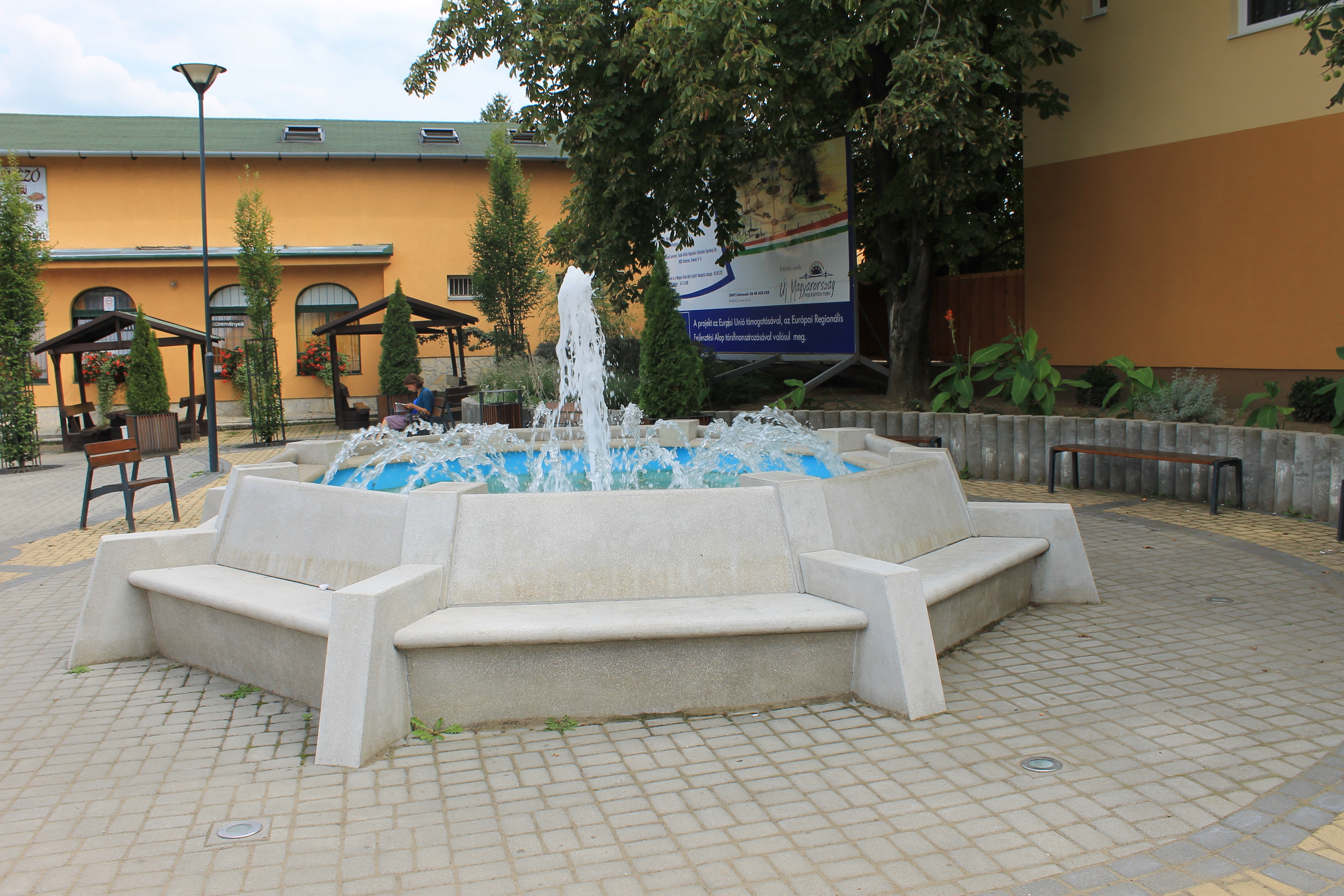
A Benedek János tér a szökőkúttal